# Giovanni Domenico Maraldi
Giovanni Domenico Maraldi, född 17 april 1709 i Italien, död 14 november 1788, var en fransk-italiensk astronom. 
1727 kom han till Paris och blev medlem i Franska vetenskapsakademin år 1731. Han observerade där kometen De Chéseaux tillsammans med Jacques Cassini, då han upptäckte två "nebulösa stjärnor", vilka senare visade sig vara stjärnhoparna M2 och M15. 
1772 återvände Maraldi till Perinaldi i Italien. Han förärades 1935 med att en månkrater (Maraldi) fick hans namn.